# Kanjira

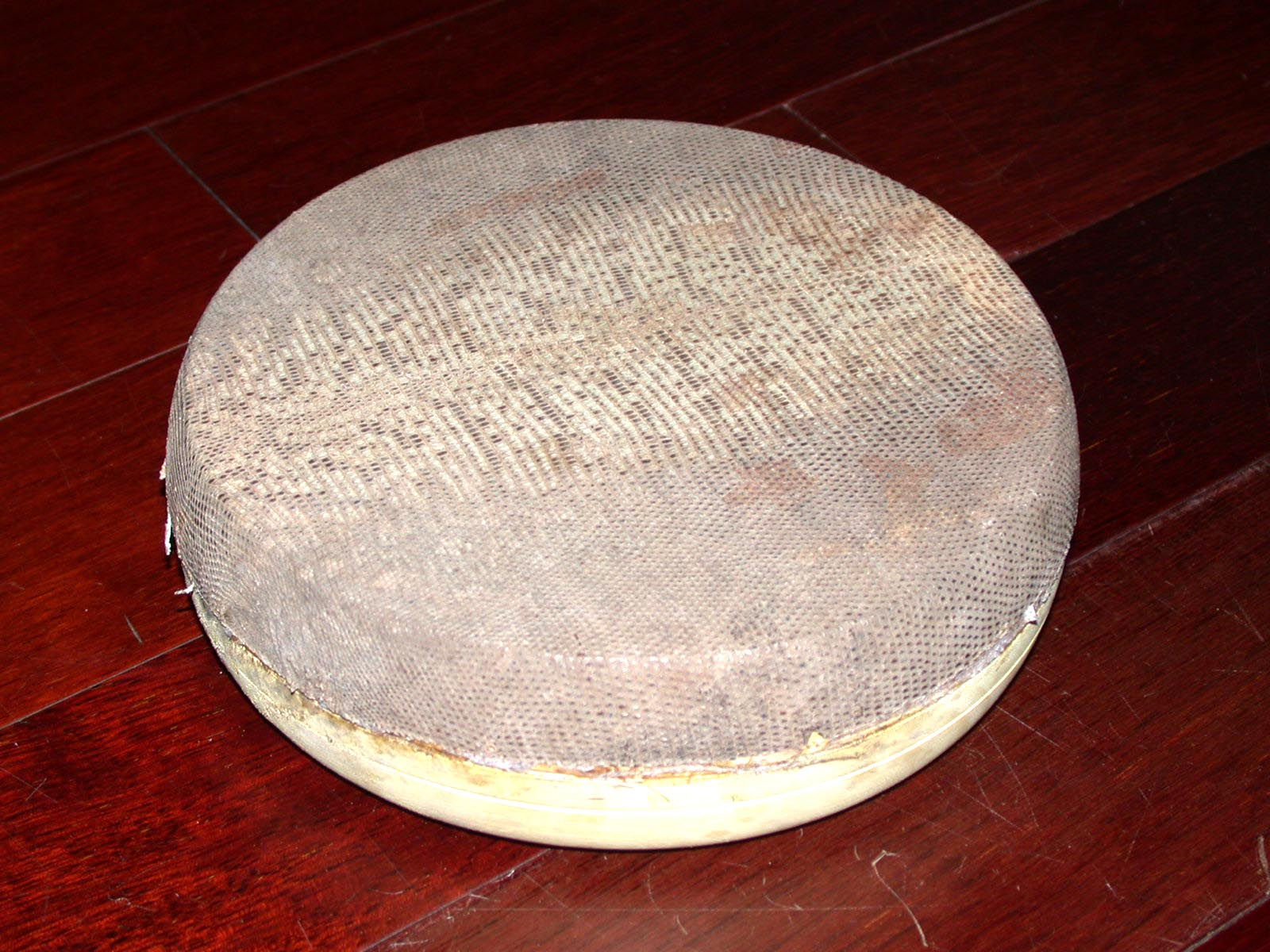
Kanjira.

La kanjira, khanjira o ganjira es un tipo de pandero de la India. Mide entre 17 y 23 cm de diámetro y entre 5 y 10 cm de profundidad. El parche es de piel de varano, frecuentemente de lagarto monitor, y el marco tiene una ranura que contiene 3 o 4 discos de metal. Mediante presión, se puede variar durante la ejecución la altura del sonido, que, no obstante, no es afinado. 
Este instrumento se emplea principalmente en conciertos de música carnática, como apoyo a la mridanga. 

## Kanjiristas
G. Harishankar es consado el más grande exponente de kanjira. Otro gran ejecutante es V. Selvaganesh.